# Peg Pérego
Peg Pérego est une société italienne fondée à Arcore, Province de Monza et de la Brianza, par Giuseppe Perego en 1949. La société propose des produits de puériculture.

## Histoire et produits
En 1949, Giuseppe Pérego décide de concevoir un landau pour son fils à partir de matériaux de récupération du fait de la pénurie d'après-guerre. Son principal caractère innovant est l'utilisation de roues en caoutchouc. Ses voisins ont été impressionnés et ont demandé leurs propres créations personnalisées. Ses landau devinrent si populaires qu'il quitta son poste de concepteur mécanique chez Falck pour créer son entreprise.
La société s'est diversifiée dans les années 1960 et fabrique depuis des landaus, poussettes, siège auto, chaises hautes, jouets et tricycles.
Peg Pérego propose des voitures pour enfant motorisées sous licence John Deere (tracteurs), Polaris (Véhicules tout-terrains), Cub Cadet (tondeuses autoportées), Ducati (motos) et Vespa (scooters).

## Globalisation
La société possède des bureaux en Italie, au Brésil, à Fort Wayne (États-Unis) et à Toronto (Canada),.

## Informations financières
La société a réalisé un chiffre d'affaires de 118 228 518 € (2016). Peg Perego employait environ 1 500 personnes en 2002.

## Récompenses et rappel

### Récompenses
La société a reçu les récompenses suivantes pour le marché américain :
- Baby and Children's Product News : 2008 Readers' Favorites Awards (3e place, siège-enfant)
- Creative Child Magazine : 2007 Top Choice of the Year (Prima Pappa Best High Chair and Primo Viaggio SIP 30/30 Car Seat)
- Creative Child Magazine : 2007 Seal of Excellence (Pliko P3)
- Kind + Jugend Innovation Award : 2007 World of Mobile Baby (Skate)

### Rappel
Le 24 juillet 2012, la U.S. Consumer Product Safety Commission, en collaboration avec Peg Perego USA Inc., annonce un rappel volontaire d'environ 223 000 poussettes en raison d'un risque de coincement et d'étranglement.

## Anecdotes
Dans le film Le Journal d'une baby-sitter, Scarlett Johansson pousse un Pliko P3 (couleur Freestyle Mint).